# Klaes Evert Stig Wallin
Klaes Evert Stig Wallin, född 30 september 1920 i Vaggeryd, Byarums socken, Jönköpings län, död 19 december 1986 i Nossebro, Essunga församling, Skaraborgs län, var en svensk målare.
Han var son till järnvägstjänstemannen Anders Fredrik Ture Wallin och Magna Ingeborg Svanhilde Karlsson. Wallin studerade konst vid Pernbys målarskola och bedrev självstudier under resor till bland annat Frankrike och Grekland. Han medverkade i samlingsutställningar arrangerade av Skaraborgs läns konstförening i Lidköping och Falköping samt utställningar med provinsiell konst i Skaraborg. Hans konst består av landskapsskildringar utförda i olja eller akvarell. 